# Rapcsák András (matematikus)
Rapcsák András (Hódmezővásárhely, 1914. december 12. – Debrecen, 1993. október 16.) matematikus, egyetemi tanár, az MTA tagja (1982). Rapcsák András politikus és Rapcsák Tamás matematikus apja.

## Életpályája
1942-ben szerzett diplomát a szegedi tudományegyetemen. Ezután középiskolai tanár, majd 1949-ben Egerben főiskolai tanár lett. 1951-től a debreceni tudományegyetem docense, majd 1960-tól egyetemi tanára (1985-ig). Ő volt a geometriai tanszék vezetője. 1954–1955-ben a természettudományi kar dékánhelyetteseként dolgozott. 1955 és 1957, majd 1959 és 1963 között a debreceni KLTE rektorhelyettese, 1966 és 1973 között pedig rektora volt. A kijevi Sevcsenko egyetem díszdoktorává fogadta.
Az Acta Mathematica és a Matematikai Lapok szerkesztőbizottsági tagja volt.

## Kutatási területe
- Főleg a modern differenciálgeometriai terek vizsgálatával foglalkozott. Kiemelkedő eredményeket ért el a Cartan-, a Finsler- és a pályaterek elméletében.

## Akadémiai tagságai
- levelező tag (1967)
- rendes tag (1982)